# Иоаким (Благовидов)
Архиепископ Иоаким (в миру Яков (Иаков) Алексеевич Благовидов; 19 октября 1860, село Кашпир, Сызранский уезд, Симбирская губерния — 18 октября 1930, Ульяновск) — епископ Русской православной церкви, архиепископ Ульяновский.

## Биография
Родился 19 октября 1860 года в селе Кашпир Сызранского уезда Симбирской губернии (по другим данным родился в слободе Канава Симбирского уезда). Родился в многодетной семье священника Казанской церкви (сл. Канава) Алексея Благовидова.
Окончил Симбирскую духовную семинарию (1882). Рукоположен во иерея в 1884 году и назначен священником в Михайло-Архангельский академический храм.
В 1886 году окончил Казанскую духовную академию со степенью кандидата богословия.
С 1 августа 1894 года он жил в Симбирске, исполняя обязанности учителя Закона Божьего и настоятеля Сергиевского храма в Симбирской классической гимназии более тридцати лет.
С 1911 года Иаков Благовидов представляет интересы Симбирского духовенства в городской думе. 
В 1918 г. назначен вторым священником Воскресенско-Германовского собора г. Симбирска. С 1920 года стал настоятелем собора.
Овдовев в 1920 году, через год принял монашеский постриг с именем Иоаким.
В 1921 году хиротонисан во епископа Алатырского, викария Симбирской епархии.
В 1922—1923 годы возглавлял Алатырскую автокефалию, не признававшую власть обновленческого ВЦУ. Затем центр автокефалии переместился в Промзино (ныне Сурское).
С 1923 года находился в Соловецком Лагере Особого Назначения. В июле 1926 года принимал участие в составлении «Соловецкого послания» (обращения к правительству СССР православных епископов из Соловецкого лагеря).
После освобождения в сентябре 1926 года вернулся на свою кафедру.
В марте 1927 года в Карсуне был проведён епархиальный съезд, на котором решался вопрос о каноническом подчинении епархии и выборе епархиального архиерея. Большинство, несмотря категорические возражения епископа Иоакима, было за григорианского епископа Виссариона (Зорина), который и был избран епархиальным архиереем. Большая часть приходов епархии переходит в юрисдикцию григорианского ВВЦС.
Однако Иоаким не сдаётся и начинает активную борьбу с григорианством. Всё больше и больше приходов переходят к епископу Иоакиму из ведения архиепископа Виссариона.
C октября 1927 года — архиепископ Ульяновский (Симбирский).
В январе 1928 года получает регистрацию и прибывает в Ульяновск.
Скончался 18 октября 1930 года в Ульяновске. Похоронен в Ульяновске на Воскресенском городском кладбище.

### Семья
Через год после поступления в Академию он женился. Со своей супругой Марией Фёдоровной, дочерью священника, он проживет 37 лет. У них родится в общей сложности восемь детей.

## Награды
В 1896 году его награждают серебряной медалью «В память царствования императора Александра III», 
в 1900 году — пожалуют право ношения наперсного креста, 
в 1903 году — удостаивают звания протоиерея,
в 1908 году награждают орденом Святой Анны III степени, 
в 1912 году получил право носить золотой наперсный крест,
в 1914 году награждён орденом Святого Владимира IV степени.